# ديرب نجم
مركز ومدينة دِيَرْب نِجْم بغرب الشرقية بمصر.

## تاريخ ديرب نجم
نشأتها:
تسمى هذه المنطقة بديرب نجم نسبة إلى نجم الدين أيوب الذي عسكر بجنوده في هذه المنطقة أيام الحروب الصليبية وقدم أهل المنطقة كل العون والمدد للقائد وجنوده، ويسمى هذا المكان في هذا الوقت «ديار بني نجم» ثم حرفت إلى «ديرب نجم» وكانت تسمى سابقا بدار بني نجم التي عسكر فيها نجم الدين من الشرقية وهو صاحب عائلة عريقة
وقد ذكرها علي مبارك في كتابه الخطط التوفيقية، حيث ذكر أنها من قرى مديرية الدقهلية بقسم السنبلاوين
هي من القرى القديمة إسمها الأصلى «ديرب قليب» ووردت به في المشترك لياقوت الحموى وفي قوانين ابن مماتى وفي تحفة الإرشاد من أعمال الشرقية وفي قونين الدوواين ديرب قليب وهي ديرب أولاد نجم وورد إسمها في التحفة محرفاً ديرب قليب وهي ديرب نجم من أعمال الشرقية وفي تاريخ 1228هـ بإسمها الحالى.
وكانت قرية تابعة إدارياً لمركز السنبلاوين بمحافظة الدقهلية حتى سنة 1955م حيث تم ضمها إلى محافظة الشرقية وأصبح مركز ديرب نجم.

## التقسيم الإدارى
يوجد بها 7 وحدات محلية قروية.
يوجد بها عدد 44 قرية رئيسية.
يوجد بها 169 عزبة وكفر (توابع).
| الوحدة المحلية | عدد القرى التوابع | عدد العزب والنجوع |
| -------------- | ----------------- | ----------------- |
| جميزة بنى عمرو | 4                 | 12                |
| العصايد        | 8                 | 27                |
| الصانية        | 4                 | 19                |
| صافور          | 9                 | 27                |
| منشاة صهبرة    | 9                 | 33                |
| بهنيا          | 3                 | 10                |
| صفط زريق       | 10                | 48                |
| دبيج           | 1                 | 5                 |
| الإجمالي       | 44                | 169               |

## المساحة
مساحة مركز ديرب نجم 231.9 كم2 وتمثل ثامن مركز من حيث المساحة بمحافظة الشرقية أي بنسبة 5.53 % من مساحة المحافظة.

## الأعلام
- مصطفى السعيد: وزير الاقتصاد السابق
- حسين علي محمد : أديب و ناقد مصري كبير
- عبد الفتاح سعيد البنا: وزير الاثار الاسبق
- دلال عبد العزيز: ممثلة
- أحمد بلال: لاعب كرة قدم
- محمد حلمي: لاعب ومدرب نادى الزمالك
- أحمد السويدي: من رجال الأعمال في مصر والعالم العربى

## المناخ
يسود مركز ديرب نجم جو معتدل معظم فترات العام وهو من المراكز النادرة الإمطار ومعظم الرياح شمالية غربية وتتراوح درجات الحرارة شتاءابين10-16درجه وصيفا 25-35  درجه مئوية أما الرطوبة فترتفع صيفا مما يؤدى آلي الشعور بإرتفاع درجات الحرارة.

## الثروات الطبيعية ومجالات الإستثمار
يوجد بها مجال للإستثمار في  (مزارع دواجن وتسمين، صناعات منتجات لحوم دواجن، ورش حرفية، صناعات كيماوية مواد بناء، صناعات معدنية، صناعات هندسية، منتجات خشبية، غزل نسيج  ). وذلك فضلا عن زراعة القمح والأرز وغيرهما من الخضراوات والفواكه.